# Stapelia kwebensis
Stapelia kwebensis är en oleanderväxtart som beskrevs av Nicholas Edward Brown. Stapelia kwebensis ingår i släktet Stapelia och familjen oleanderväxter. Inga underarter finns listade i Catalogue of Life.